# Amalie Høegh
 Der er for få eller ingen kildehenvisninger i denne artikel, hvilket er et problem. Du kan hjælpe ved at angive troværdige kilder til de påstande, som fremføres i artiklen.

Amalie Klevang (tidl. Høegh) (født 19. januar 1995) er en tidligere dansk sanger, bosat i Brønshøj.
Amalie Høegh vandt MGP 2007, med sangen Til solen står op. I den forbindelse blev der udgivet en plade, navngivet De Tre Vindere af MGP 2007, med deltagelse af showets tre bedste placerede (Amalie, Mathias og The Rollers). Amalie bidrog med med nye fem sange til udgivelsen; "Så' der fest", "Venner", "Crazy" (feat. Mathias), "Skru' den op!" og vindersangen "Til solen står op".
Hun deltog også i MGP Nordic 2007 sammen med Mathias Augustine, der blev hun nummer to. I den nordiske udgave klarede Amalie Høegh sig ikke helt så godt som Mathias.
Amalie har været med til et par støttesange, bl.a. Afrika sangen En verden til forskel "" som hun sang i fællesskab med Anne Gadegaard, Sebastian "SEB" Øberg, Mathias Augustine, Nicolai Kielstrup & Mark Fosnæs, alle fra MGP.
Amalie har efterfølgende udgivet et soloalbum under samme navn med seks nye sange, samt et bonustrack, sangene fra fællesalbummet De Tre Vindere af MGP 2007 og en remix version af "Til solen står op".

## Diskografi
- Amalie (2008)